# Норт-Гемпстед (Нью-Йорк)
Норт-Гемпстед (англ. North Hempstead) — місто (англ. town) в США, в окрузі Нассау штату Нью-Йорк. Населення — 226 322 особи (2010).

## Демографія
Згідно з переписом 2010 року, у місті мешкали 226 322 особи в 78 080 домогосподарствах у складі 58 483 родин. Було 81961 помешкання
Расовий склад населення:
| - 71,6 % — білих - 15,0 % — азіатів - 5,6 % — чорних або афроамериканців - 0,2 % — корінних американців - 5,0 % — осіб інших рас |

До двох чи більше рас належало 2,7 %. Частка іспаномовних становила 12,8 % від усіх жителів.
За віковим діапазоном населення розподілялося таким чином: 23,4 % — особи молодші 18 років, 59,3 % — особи у віці 18—64 років, 17,3 % — особи у віці 65 років та старші. Медіана віку мешканця становила 42,4 року. На 100 осіб жіночої статі у місті припадало 94,5 чоловіків;  на 100 жінок у віці від 18 років та старших — 91,0 чоловіків також старших 18 років.
Середній дохід на одне домашнє господарство  становив 165 932 долари США (медіана — 111 570), а середній дохід на одну сім'ю — 191 637 доларів (медіана — 136 459). Медіана доходів становила 81 816 доларів для чоловіків та 61 747 доларів для жінок. За межею бідності перебувало 4,9 % осіб, у тому числі 6,4 % дітей у віці до 18 років та 3,7 % осіб у віці 65 років та старших.
Цивільне працевлаштоване населення становило 111 577 осіб. Основні галузі зайнятості: освіта, охорона здоров'я та соціальна допомога — 27,6 %, науковці, спеціалісти, менеджери — 14,7 %, фінанси, страхування та нерухомість — 12,5 %.